# 青梅神社
青梅神社（あおうめじんじゃ）は、群馬県館林市本町2丁目にある神社。青梅神社の名は『旧館林町神社明細帳』により、宗教法人名もそのようになっているが、『邑楽郡誌』には青梅天満宮と記されているほか、青梅天神とも呼ばれる。

## 由緒
縁起によると、菅原道眞が太宰府に左遷された際、楊枝の先に梅の実を刺して東西南北にそれぞれ1個ずつ投げた。最初に北へ投げたのが、出雲国に落ち花久理梅となり、続いて南は讃岐国に落ち花さく梅となった。西は筑前国太宰府の飛梅となり、東は上野国館林に飛び当青梅天神になったとされる。この4社を日本四社と呼び、そのうちのひとつとされる。

## 歴史

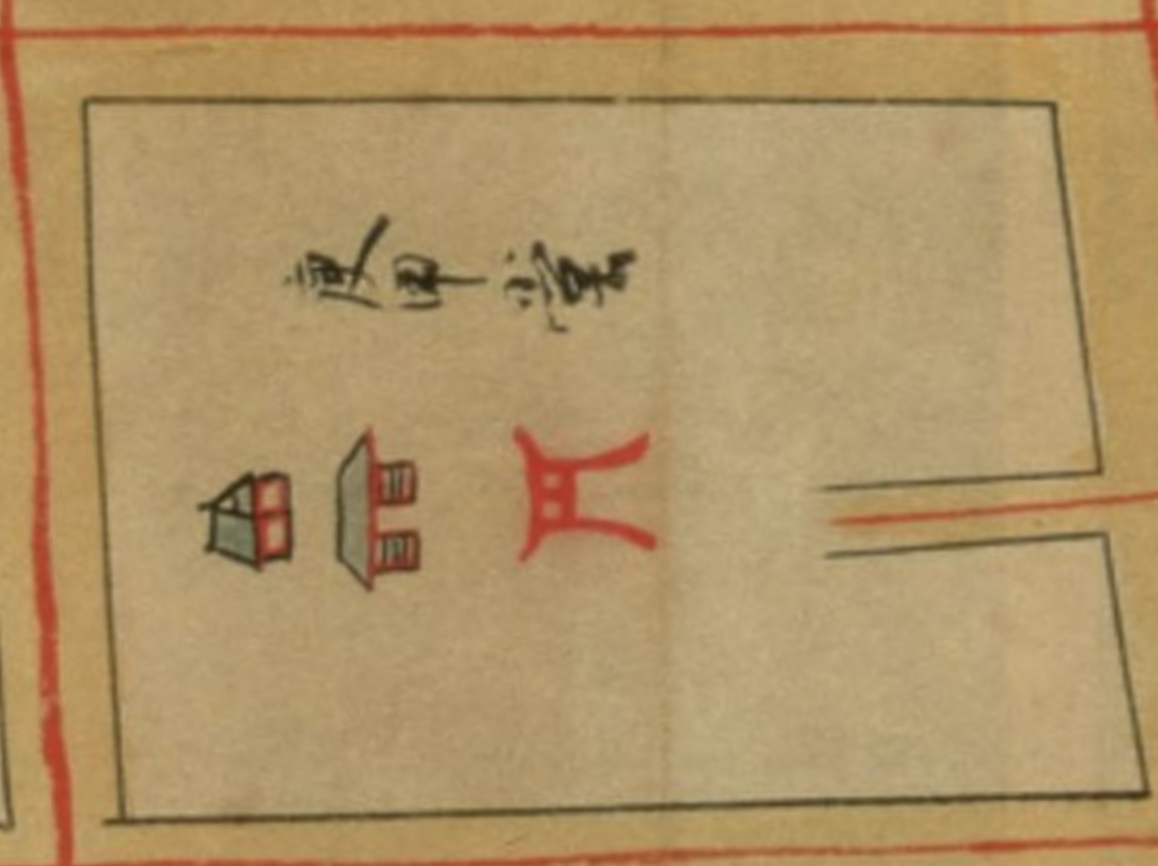
綱吉時代の青梅神社周辺。「庚申堂」の文字が見える。

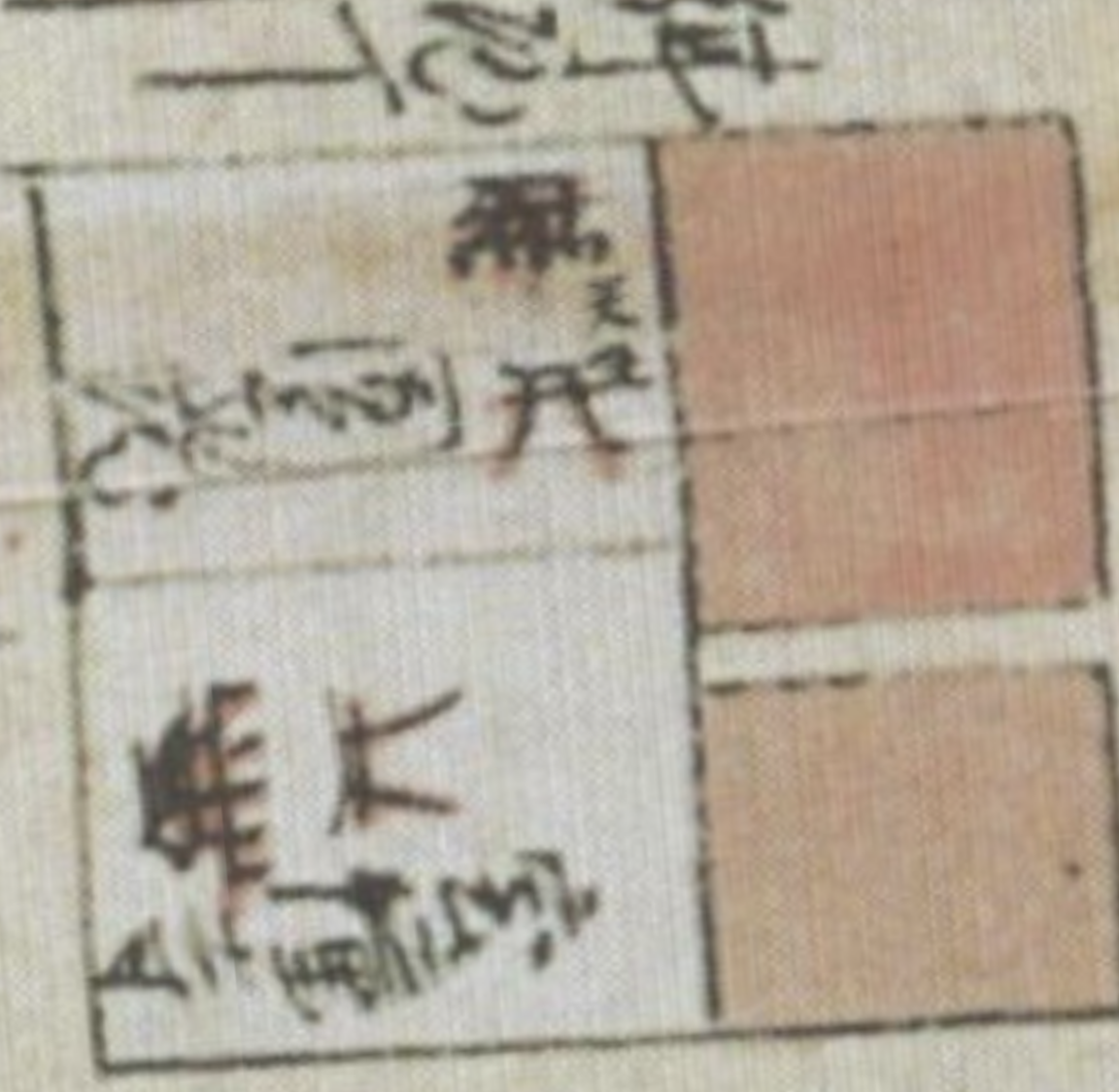
秋元時代の青梅神社。「宝幢寺」内にあり、北の「円蔵院」に「天王」の文字が見える。

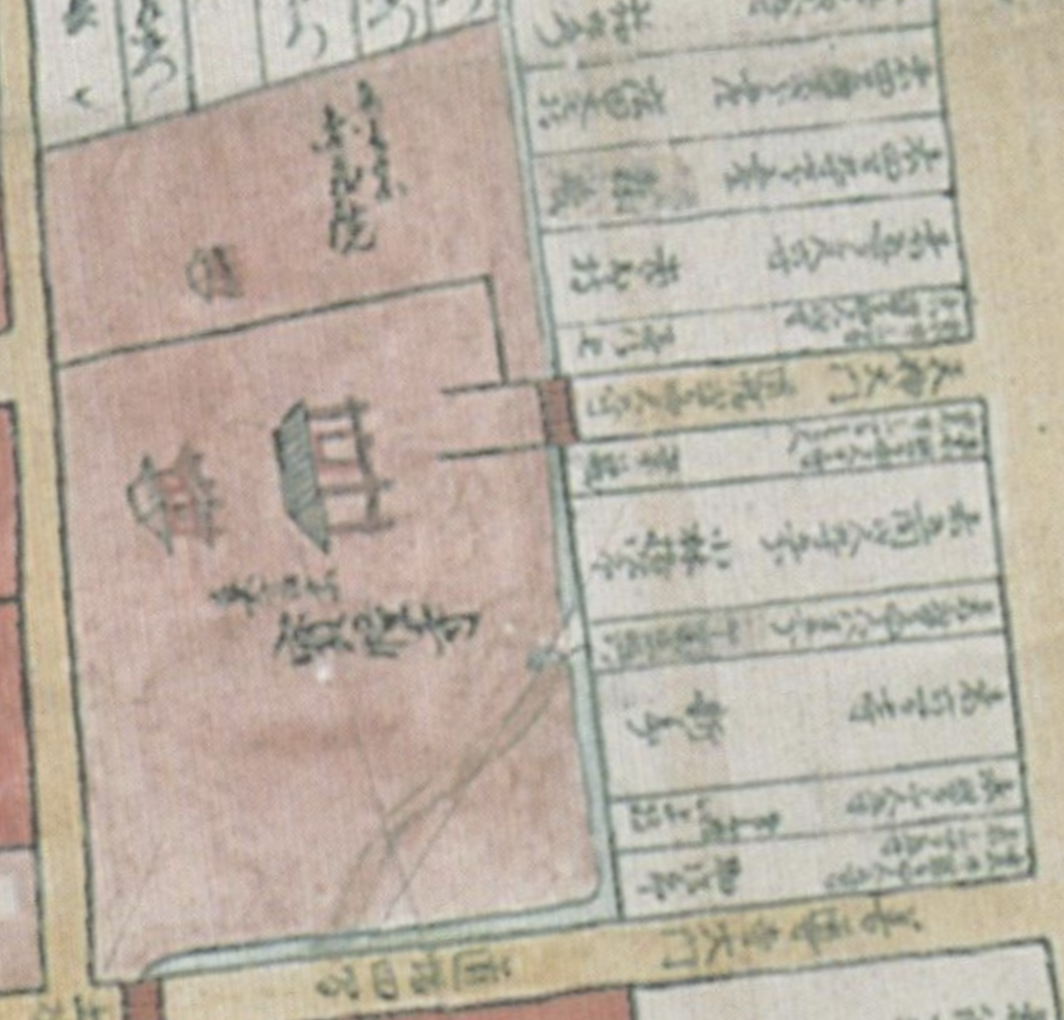
嘉永年間の青梅神社

一説によると、館林城下に鎮座する前、のちに館林に城を築く赤井氏が青柳城を拠点としていた頃、城下に天神祠があり、それが青梅神社の前身であったとも伝えられている。
館林城下には赤井照光が城中鎮護のため勧請したとされ、『館林代々城主聞書』には「谷越町天神の宮は追手門の外の南方に有之候処文禄四（1595年）乙未年今の所へ移す」とあることより、元々は現在の三角公園南西付近にあったと見られている。それを榊原康政時代の文禄4年（1595年）、修理を加えつつ谷越町に移したと伝えられる。その後慶長16年（1611年）にも再度修理が加えられた。しかし社地があまりにも手狭であったため、寛永18年（1641年）春、榊原忠次の代になって、家臣の加藤甚内にを奉行として、隣地であった三宅新左衛門の屋敷を収用し、境内を広げ社殿を改築した。以後町内が営繕を担当したとされる。
江戸時代以前は当社は千眼寺末の宝幢寺境内に鎮座しており、同寺の管理下にあり別当も住職が務めていた。現在でも幣殿の庇下に庚申塔が数基あり、当時の名残を示している。
1910年（明治43年）10月25日、北隣にあった八坂神社を合祀した。この八坂神社も当社と同様、江戸時代中は遍照寺末の円蔵院境内にあり、当時は牛頭天王社と呼ばれていた。

## 祭神
- 菅原道眞[2][1][3]
- 素盞嗚命[2][1]
- 猿田彦神[2][1]

## 境内
境内地364.83坪（1206㎡）。

### 社殿

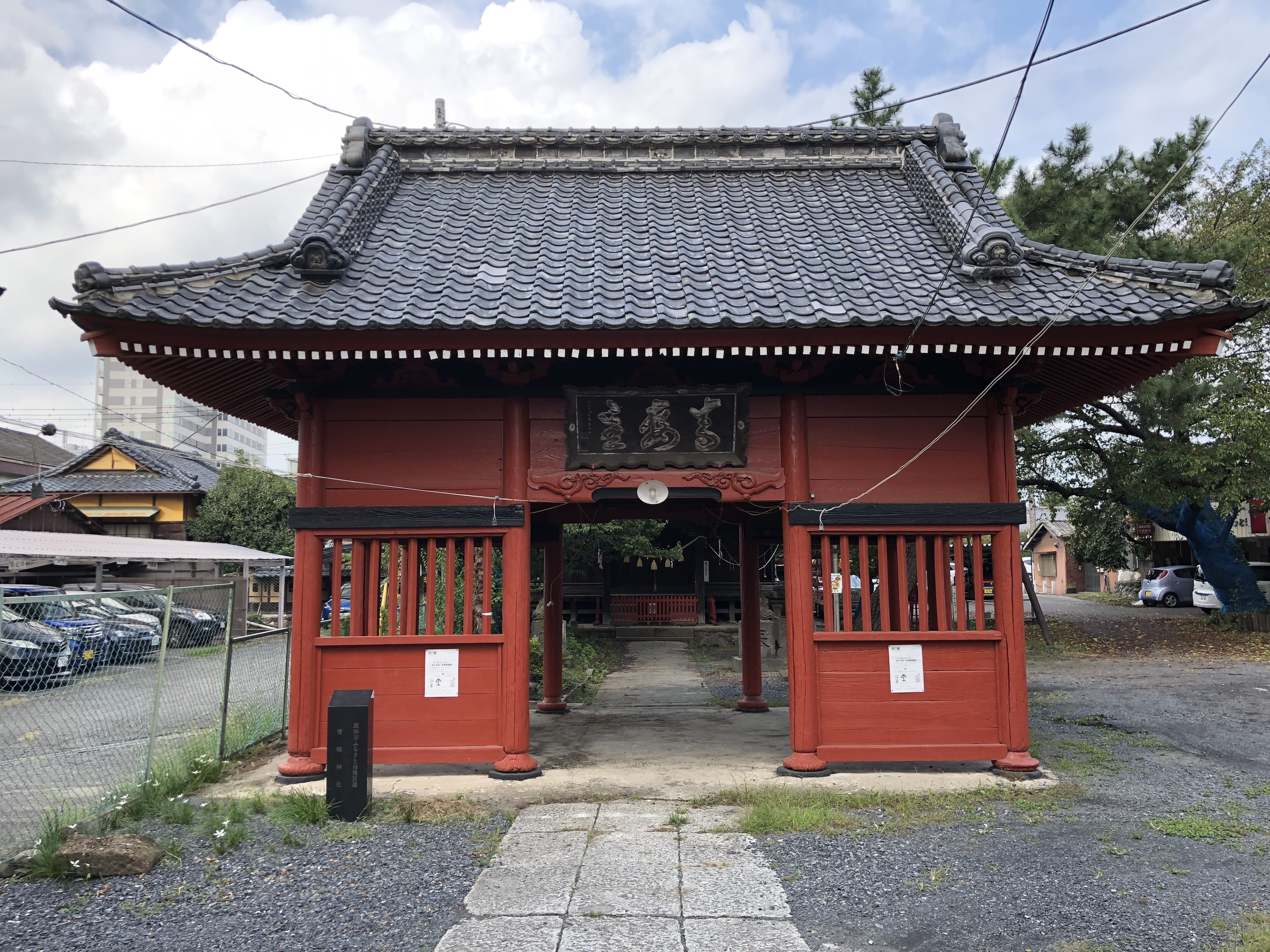
額殿

本殿
間口3尺2寸（122cm）、奥行5尺6寸（213cm）、春日造柿葺。
寛永18年（1641年）再建。
幣殿
間口1間3尺（342cm）、奥行2間（456cm）、切妻造瓦葺。
拝殿
間口3間4尺3寸（847cm）、奥行2間3尺（570cm）、入母屋造瓦葺。
寛永8年（1631年）築、文久2年（1862年）改修。
この拝殿の格天井は、幕末の改修で浮世絵師北尾重光が完成させた。太い木が井桁に組まれ、上に板が張られた造りで、色鮮やかな動植物が77枚描き出されている。
額殿
間口3間3尺（798cm）、奥行2間3尺（570cm）、入母屋造瓦葺。
寛永8年（1631年）築、寛政6年（1794年）再建。

### 境内末社
神明宮
祭神: 大日霊女命
琴平宮
祭神: 大物主神
妙義神社
祭神: 品陀和気命

### 記念碑

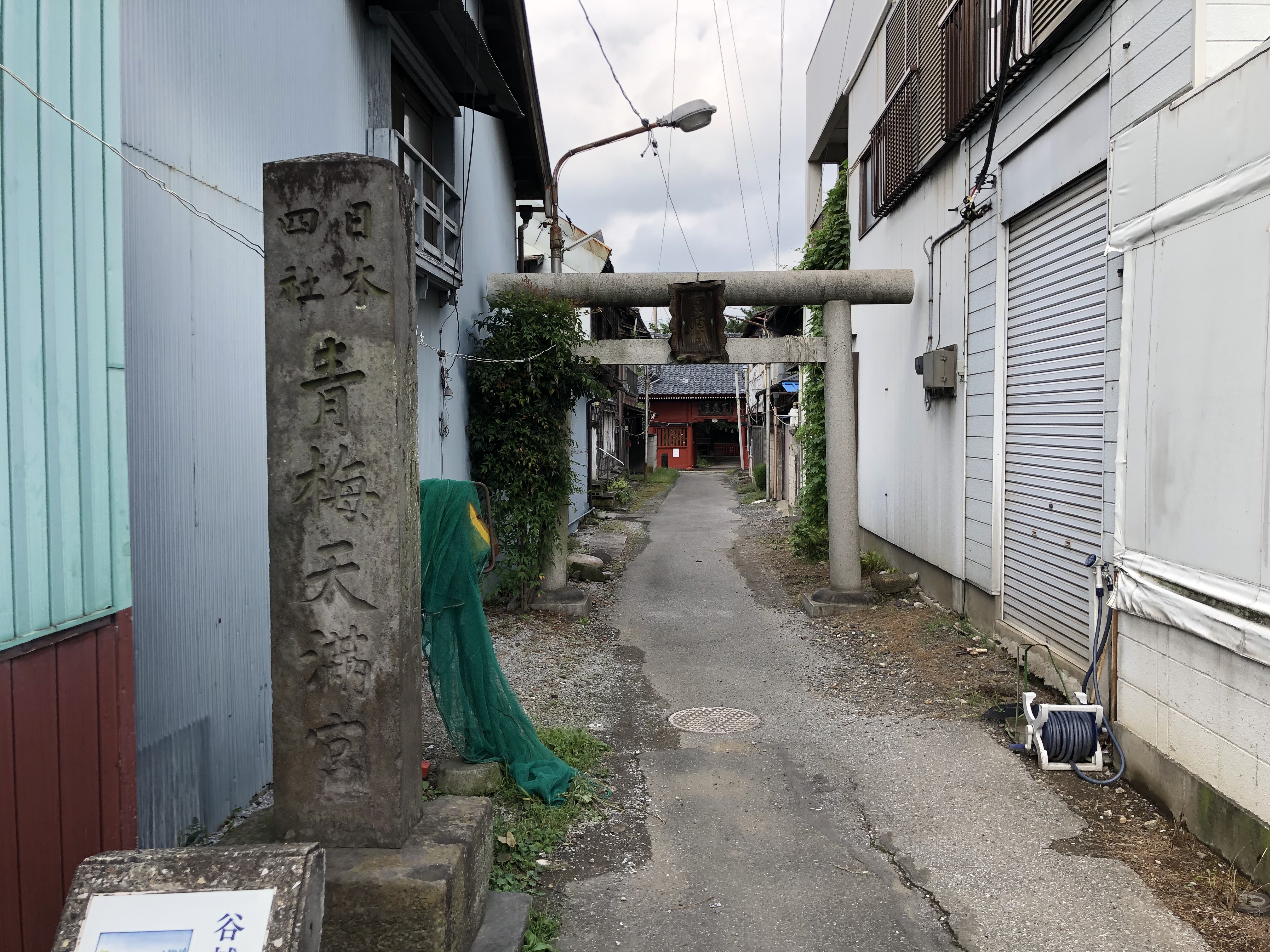
天満宮標柱と鳥居

天満宮標柱
参道の入り口にあり、二段の台石を持ち総高は2.3m程度。表面に「日本四社青梅天満宮」右側に「寛政六年（1794年）甲寅歳九月二十有五日後岡美啓敬書」とある。裏面には所謂四社者
西　筑前国飛梅社
南　讃岐国四季梅社
北　出雲国花久里梅社
東　当青梅社是也と刻まれている。

## 文化財
館林青梅天神略縁起
一、抑々当社青梅天神は、日本四社の内東方の一社なり。日本四社と申は、天神筑紫江御下向に付、楊枝のさきに梅の実をさし、東西南北江御なけ候処に、先北方御なけ候は出雲国に根付、はなくり梅と申候て于今有之、南は讃岐国に根付五色の華咲、于今有之、西は筑紫宰府の飛梅、東方は上野国館林常成にて四季共に不絶有之候、依之青梅の天神と号す。往古青柳の城主赤井山城守城中の鎮守として城内に勧請す。天神曲輪と云所于今有之、常成の梅も分け木にて彼地に有之、
一、赤井但馬守殿、享禄元年戊子年狐の告により当所江城を築、縁起別有之、天神曲輪と申伝候。
一、榊原式部大輔殿御代、文禄四乙未町続にて煙焼の難、有之旨当時境内の中江可有遷宮よしにて則造営有之候
一、榊原遠江守殿御持節、慶長十六辛亥年御修覆有之候
一、榊原式部大輔殿、寛永拾八辛巳年、宮地狭有之付、三宅利左衛門と申給人の屋舗宮地に被召上、并町屋二軒半御買添、宮地一所に被仰付、加藤甚内と申仁、為普請奉行、本社并幣殿拝殿玉垣注連鳥居等、一式造営有之候、且又当社大門は先年紺屋町の方に有之処、傍にて参詣の往来不宜□て谷越町の町屋□□□御買上、大通江大門御付替、則表門并裏門共に御取立有之、殊に御信心不浅候て御在城の節は度々御参詣被成候
一、松平和泉守殿御代、正保元甲申年、町奉行西尾清左衛門殿、松原九左衛門殿被仰付、於大谷原松木三百本被下之、為普請奉行、荻野甚五左衛門と申仁に被仰付、御修覆有之候
一、宰相様神田の御殿へ被為成御座候節、寛文十二壬子年為御修覆料、白銀御材木拝領之、殊更御町奉行天野半右衛門殿、山河角之丞殿、御代官星伝左衛門殿江被為仰付唯今の拝殿御建替、大門の大鳥居新規に御取立被下之候
右御代々御城主様御建立被成下之候
右御代々御城主様御建立被成下候処、追々及大破候に付、比度幣殿并拝殿其外とも再建仕度心願に御座候得共、難及自力、御信心之御方は物の多少によらず御寄附被下度、然ル上は御姓名永代神前江印置、御武運長久、子孫繁栄の祈禱可抽丹誠候間何分宜御助成之程、偏奉希候敬白
　安政六己未年二月
　　　　　館林谷越町
　　　　　　菅霊山　　宝撞寺
　世話人
　小林格次郎　伊藤半助　小室吉右衛門
　橋田吉兵衛　小林平十郎　伊藤惣右衛門
　武蔵屋孫右衛門　穀屋八郎右衛門　米屋栄蔵
　木村吉兵衛　三河屋助次郎　釜屋治助
　埼玉屋森蔵と記されている。